# Ormshøj

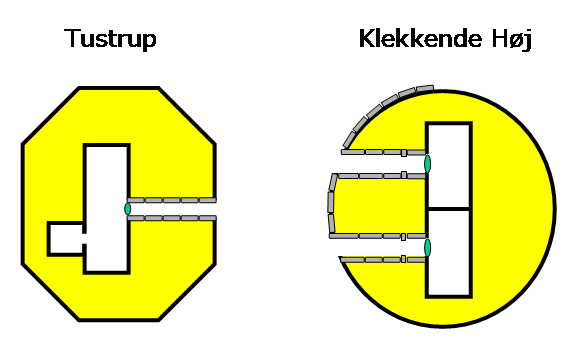
Rechts Schema eines Doppelganggrabes (Klekkende Høj).

Der Ormshøj ist ein Ganggrab am Rande des Dorfes Årby, östlich von Kalundborg auf der dänischen Insel Seeland. Das Ganggrab ist eine zusammengebaute Doppelanlage in Dänemark gibt es derer 60 in Schweden drei. Es stammt aus der Jungsteinzeit etwa 3500–2800 v. Chr. und ist eine Megalithanlage der Trichterbecherkultur (TBK). Das Ganggrab ist eine Bauform jungsteinzeitlicher Megalithanlagen, die aus einer Kammer und einem baulich abgesetzten, lateralen Gang besteht. Diese Form ist primär in Dänemark, Deutschland und Skandinavien, sowie vereinzelt in Frankreich und den Niederlanden zu finden. Neolithische Monumente sind Ausdruck der Kultur und Ideologie neolithischer Gesellschaften. Ihre Entstehung und Funktion gelten als Kennzeichen der sozialen Entwicklung. Im Jahre 1934 wurden aus Anlass des Johannisfeuers in Årby Teile des Ganggrabes zerstört.

## Beschreibung
Die Doppelkammer mit separaten Zugängen hat einen gemeinsamen Trennstein der Kammern. Diese Form kommt ansonsten in Nordjütland vor, wo die Kammern zumeist jedoch getrennt im Hügel liegen. Die Achsen der Doppelkammern bilden zumeist einen überstumpfen Winkel und passen sich so dem Rundhügel an. Der Klekkende Høj auf Møn ist das einzige Beispiel einer Kammeranlage, deren Kammer- und Gangachsen rechtwinkelig stehen und völlig gerade Linien bilden. Doppelkammern sind ein Merkmal dieser Region und die geographische Konzentration (Hyldedysse von Rørby, Korshøj bei Ubby) könnte darauf verweisen, dass es während der Jungsteinzeit spezialisierte Bautrupps gab, die die Megalithanlagen errichteten. 
Der Ormshøj wurde 1879 entdeckt, als ein Bauer einige Felsen, die aus dem Rundhügel ragten, entfernte. Er fand menschliche Knochen und benachrichtigte das Nationalmuseum. Bei der umgehenden Ausgrabung zeigte sich, dass es sich um ein relativ gut erhaltenes Ganggrab handelte, dem jedoch die Decksteine fehlten. Die Zwischenmauerwerke zwischen den Tragsteinen waren in gutem Zustand. Der Kammerboden war mit kleinen Steinen gepflastert. In der südlichen Kammer war an der Wand eine Fläche von 1,6 × 0,9 m als Quartier (dän. Gulvinddelinger) abgeteilt. Später wurden die Spuren weiterer Quartiere gefunden.
Die südliche langovale Kammer hat (abgesehen vom Trennstein) zehn Tragsteine und ein Quartier (dän. Gulvinddeling). Ihr Gang mit den Überresten von zwei Verschlussstellen hat acht Tragsteine. Die nördliche Kammer ist etwas unförmig, wodurch sich zwei kleine Wandnischen ergeben. Sie hat neun Tragsteine. Der Gang mit den Überresten von zwei Verschlussstellen hat noch fünf Tragsteine. Da die Anlagen ein gemeinsames Bauelement haben, sollten sie gleichzeitig entstanden sein. Diese Kammer erscheint, obwohl ein Einheitskonzept möglich bleibt, eher wie eine spätere Anfügung.

## Restaurierungen
Als Sophus Müller (1846–1934) im Jahre 1909 nach Årby kam, wurde er von Julius Raklev (1878–1960), der in der Region aufgewachsen war, begleitet. Sie restaurierten die Anlage, und Raklev wurde einer der führenden Restauratoren der Dolmen und Ganggräber im Land. Fast ein halbes Jahrhundert lang reparierte er die Schäden an den Anlagen. Der Ormshøj, den er im Jahre 1934 wieder aufsuchte, war eine seiner ersten Arbeiten. Im Jahre 1986 und 1988 mussten weitere größere Reparaturen erfolgen. Man fand dabei die dünne Klinge einer Axt aus Feuerstein, die in der Wand steckte. Eine solche Konstellation zeigt ansonsten nur noch der Børnehøj in Roskilde.
In der Nähe liegt der Langdysse im Asnæs Forskov.